# Eduard Christian Hurt
Eduard Christian Hurt, auch Ed Hurt, (* 7. Januar 1955 in Hohenau, Bayern) ist ein deutscher Zellbiologe und Biochemiker.
Hurt studierte Biologie und Chemie an der Universität Regensburg, an der er 1984 promoviert wurde. Als Post-Doktorand war er bei Jeff Schatz an der Universität Basel. 1986 wurde er Arbeitsgruppenleiter am EMBL in Heidelberg, er habilitierte sich 1990 in Regensburg und wurde 1995 Professor an der Ruprecht-Karls-Universität Heidelberg. 2003 wurde er Direktor des Biochemie-Zentrums Heidelberg (BZH).
Er untersuchte verschiedene Zellbestandteile wie Chloroplasten, Mitochondrien, Ribosomen (Ribosom-Bildung und Kopplung an den Zellkern-Export) und die Zellkern-Poren, von deren rund 40 Proteinen er etwa die Hälfte identifizieren und in ihrer Funktion beschreiben konnte. Außerdem befasst er sich mit m-RNA-Export und dem Export von Untereinheiten der Ribosomen aus dem Zellkern. Sein Langzeit-Ziel ist es, ein dreidimensionales Bild der verschiedenen zellulären Maschinen in Zeit und Raum und ihrer Wechselwirkung zu gewinnen.
2001 erhielt er den Gottfried-Wilhelm-Leibniz-Preis. 2005 wurde er Mitglied der Leopoldina und 1994 Mitglied der EMBO. 2007 wurde er Mitglied der Academia Europaea.